# 文城镇
文城镇是中华人民共和国海南省文昌市下辖的一个镇。区域面积314.平方千米。

## 行政区划
文城镇下辖以下村级行政区划单位：
文岭社区、和平社区、文建东社区、文建西社区、东风社区、南新社区、沿江社区、城东社区、新风社区、英城社区、清澜墟社区、迈号墟社区、新合墟社区、新苑社区、德田村、坑美村、民星村、堂福村、霞洞村、后坑村、大潭村、城南村、湖园村、北架村、南海村、新井村、清群村、星火村、凌村、红庄村、新园村、燎原村、坡口村、龙山村、陶坡村、迈众村、下山村、迈南村、迈号村、排城村、名门村、南联村、南新村、南群村、高农村、高星村、高隆村、新合村、横山村、青山村、头苑村、玉山村、造福村、蓝田村和后港村。

## 名胜
- 文南骑楼老街：有题为“文运昌隆”的牌坊，骑楼是经典的南洋风格。有文昌阁等著名建筑，街旁有“下南洋”系列铜像。
- 宋庆龄图书馆